# Edinburgh Capitals
Die Edinburgh Capitals waren ein 1998 als Nachfolger der Murrayfield Racers gegründeter Eishockeyclub der schottischen Stadt Edinburgh. Sie spielten bis 2018 in der britischen Elite Ice Hockey League. Die Spiele wurden im Murrayfield Ice Rink ausgetragen.
Das Team spielte bis zur Aufnahme 2005/06 in die EIHL meistens in der British National League. In der Scottish National League spielte eine B-Mannschaft des Teams. Die Vereinsfarben sind weiß, blau und rot.